# Весела наука
 «Весела наука» (нім. «Die fröhliche Wissenschaft») — книга Фрідріха Ніцше, вперше опублікована в 1882 році. Друге видання 1887 року, після завершення «Так казав Заратустра» і «По той бік добра і зла», включало п’яту книгу на додаток до наявних чотирьох книг «Веселої науки», а також додаток пісень. Ніцше назвав її «найособистішою з усіх своїх книг». Книга містить більше віршів, ніж будь-який інший його твір.

## Історія
Ідея «Веселої науки» виникла у філософа влітку 1881 року в Зільс-ім-Енгандіні після уважного знайомства з працями Спінози. Сама книга була написана взимку 1881—1882 в Генуї. 28 січня Ніцше відправив початковий текст композитору Петеру Гасту як продовження «Ранкової зорі».
У назві книги в оригіналі німецькою мовою (нім. «Die fröhliche Wissenschaft») використано фразу, яка на той час була добре відома в багатьох європейських культурах і мала специфічне значення. Одне з найперших його літературних використань (фр. gai sçavoir) було у «Ґарґантюа і Пантаґрюель» Рабле. Воно походить від провансальського виразу (фр. gai saber) для технічних навичок, необхідних для написання віршів, і його використовували провансальські трубадури для позначення свого поетичного мистецтва.
Цей вислів виявився стійким і його використання є зафіксованим у письменників Ральфа Волдо Емерсона і Енеас Світленд Даллас в їх творах кінця XIX століття. Його також використав у навмисно перевернутій формі («похмура наука») Томас Карлайл у своєму творі 1849 року «Occasional Discourse on the Negro Question» для критики нової дисципліни економіки в порівнянні з поезією.

У «Ecce Homo» Ніцше посилається на вірші в додатку до «Веселої науки», кажучи, що вони були
...написані здебільшого на Сицилії, досить чітко нагадують провансальську концепцію gaia scienza — ту єдність співака, лицаря та вільного духу, яка відрізняє чудову ранню культуру провансальців від усіх нечітких культур. Найостанніший вірш, «До Містраля», розкішна танцювальна пісня, в якій, якщо можна так сказати, танцюють прямо над мораллю, є досконалим провансальством.
Це також є алюзією на народження сучасної європейської поезії, що відбулося в Провансі біля XI століття. У книзі По той бік добра і зла Ніцше зазначив, що:
...кохання як пристрасть — що є нашою європейською особливістю — [було винайдено] провансальськими лицарями-поетами, тими чудовими й винахідливими людськими істотами «gai saber», яким Європа зобов’язана багатьма речами і майже зобов’язана сама собою.

## Структура та проблематика
Книгу зазвичай поміщають у середній період Ніцше, протягом якого його праці звеличували переваги науки, скептицизм та інтелектуальну дисципліну як шляхи до свободи розуму. У «Веселій науці» Ніцше експериментує з поняттям влади, але не висуває жодної систематичної теорії.
Книзі передує прелюдія з 63 епіграм. Основна частина складається з 383 уривків, об'єднаних в п'ять книг різної довжини. Завершують «Веселу науку» 14 віршів («Пісні принца Фогельфрай»). П'ята книга та вірші з'явилися лише в другому виданні.
У цьому творі Ніцше розглядає, зокрема, такі питання, як сутність зла (перша книга), зв'язок мистецтва з природою (друга книга), «тінь Бога», тобто впорядкованість світу згідно з законами логіки (третя книга) та ін. Саме в ній з'являється відомий афоризм «Бог помер».

### Amor fati
Утвердження провансальської традиції в книзі (на що є посиланням сама назва книги) також є радісним утвердженням життя (нім. Bejahung), що є концепцією філософії Ніцше. Любов Ніцше до долі (фатума), спонукає його протистояти реальності страждання радикальним чином. Бо щоб любити те, що є необхідним, потрібно не тільки любити погане разом із хорошим, але й розглядати їх як нерозривний зв’язок. У розділі 3 передмови він пише:
Лише великий біль є остаточним визволителем духу... Я сумніваюся, що такий біль робить нас «кращими»; але я знаю, що це робить нас більш глибокими.
Це відображає його загальний погляд на життя (amor fati), який він формулює в розділі 276:
Я хочу дізнаватися все більше і більше аби бачити красу, що є необхідною в речах; тоді я буду одним із тих, хто робить речі красивими. Amor fati: нехай це буде моя любов відтепер! Я не хочу воювати проти того, що є потворним. Я не хочу звинувачувати; я навіть не хочу звинувачувати тих, хто звинувачує. Дивитися в сторону буде моїм єдиним запереченням. І зрештою і в цілому: колись я хочу бути тим, хто каже тільки Так.

### Вічне повторення
У книзі міститься перший розгляд Ніцше ідеї вічного повторення, концепція, яка стане критичною в його наступній праці «Так казав Заратустра» і лежить в основі багатьох пізніших робіт.
Що, якби одного дня чи ночі демон прокрався до вас у вашу найсамотнішу самотність і сказав би вам: «Це життя, яким ви зараз живете і прожили його, вам доведеться прожити ще раз і потім незліченну кількість разів»... Чи не кинувся б ти, скрегочучи зубами і не проклинаючи демона, який так говорив? Або ви одного разу пережили надзвичайну мить, коли ви б відповіли йому: «Ти бог, і я ніколи не чув нічого більш божественного».

### «Бог помер»
У цій книзі є також перше вживання відомого формулювання Ніцше «Бог помер», спочатку в розділі 108.
Після смерті Будди люди показували його тінь протягом століть згодом у печері, — величезна страшна тінь. Бог мертвий: але так як людська раса вже складена, то, мабуть, ще протягом тисячоліть будуть печери, у яких люди будуть показувати його тінь. —А ми—ми маємо ще подолати його тінь!
Розділ 125 описує «Притчу про божевільного», який шукає Бога. Він звинувачує нас усіх у вбивстві Бога.
«Де Бог?» — скрикнув він; — Я тобі скажу. Ми вбили його — ти і я. Усі ми його вбивці...»

## Український переклад
- Ніцше, Фрідріх. Весела наука / пер. з нім. В.Б. Чайковського; худож.-оформлювач О.А. Гугалова-Мєшкова. Харків: Фоліо, 2020. — 284 с. ISBN 978-966-03-9212-0.